# NLK
NLK (Serine/threonine protein kinase) é uma proteína que em humanos é codificada pelo gene NKL.

## Leitura de apoio
- Bonaldo MF, Lennon G, Soares MB (1997). «Normalization and subtraction: two approaches to facilitate gene discovery.». Genome Res. 6 (9): 791–806. PMID 8889548. doi:10.1101/gr.6.9.791
- Volorio S, Simon G, Repetto M;  et al. (1999). «Sequencing analysis of forty-eight human image cDNA clones similar to Drosophila mutant protein.». DNA Seq. 9 (5-6): 307–15. PMID 10524757. doi:10.3109/10425179809008469
- Kortenjann M, Wehrle C, Nehls MC, Boehm T (2002). «Only one nemo-like kinase gene homologue in invertebrate and mammalian genomes.». Gene. 278 (1-2): 161–5. PMID 11707333. doi:10.1016/S0378-1119(01)00710-7
- Wistow G, Bernstein SL, Wyatt MK;  et al. (2002). «Expressed sequence tag analysis of human retina for the NEIBank Project: retbindin, an abundant, novel retinal cDNA and alternative splicing of other retina-preferred gene transcripts.». Mol. Vis. 8: 196–204. PMID 12107411
- Strausberg RL, Feingold EA, Grouse LH;  et al. (2003). «Generation and initial analysis of more than 15,000 full-length human and mouse cDNA sequences.». Proc. Natl. Acad. Sci. U.S.A. 99 (26): 16899–903. PMC 139241. PMID 12477932. doi:10.1073/pnas.242603899
- Ishitani T, Kishida S, Hyodo-Miura J;  et al. (2003). «The TAK1-NLK mitogen-activated protein kinase cascade functions in the Wnt-5a/Ca(2+) pathway to antagonize Wnt/beta-catenin signaling.». Mol. Cell. Biol. 23 (1): 131–9. PMC 140665. PMID 12482967. doi:10.1128/MCB.23.1.131-139.2003
- Ishitani T, Ninomiya-Tsuji J, Matsumoto K (2003). «Regulation of lymphoid enhancer factor 1/T-cell factor by mitogen-activated protein kinase-related Nemo-like kinase-dependent phosphorylation in Wnt/beta-catenin signaling.». Mol. Cell. Biol. 23 (4): 1379–89. PMC 141159. PMID 12556497. doi:10.1128/MCB.23.4.1379-1389.2003
- Yasuda J, Tsuchiya A, Yamada T;  et al. (2003). «Nemo-like kinase induces apoptosis in DLD-1 human colon cancer cells.». Biochem. Biophys. Res. Commun. 308 (2): 227–33. PMID 12901858. doi:10.1016/S0006-291X(03)01343-3
- Yasuda J, Yokoo H, Yamada T;  et al. (2004). «Nemo-like kinase suppresses a wide range of transcription factors, including nuclear factor-kappaB.». Cancer Sci. 95 (1): 52–7. PMID 14720327. doi:10.1111/j.1349-7006.2004.tb03170.x
- Smit L, Baas A, Kuipers J;  et al. (2004). «Wnt activates the Tak1/Nemo-like kinase pathway.». J. Biol. Chem. 279 (17): 17232–40. PMID 14960582. doi:10.1074/jbc.M307801200
- Kanei-Ishii C, Ninomiya-Tsuji J, Tanikawa J;  et al. (2004). «Wnt-1 signal induces phosphorylation and degradation of c-Myb protein via TAK1, HIPK2, and NLK.». Genes Dev. 18 (7): 816–29. PMC 387421. PMID 15082531. doi:10.1101/gad.1170604
- Kanei-Ishii C, Nomura T, Tanikawa J;  et al. (2004). «Differential sensitivity of v-Myb and c-Myb to Wnt-1-induced protein degradation.». J. Biol. Chem. 279 (43): 44582–9. PMID 15308626. doi:10.1074/jbc.M407831200
- Gerhard DS, Wagner L, Feingold EA;  et al. (2004). «The status, quality, and expansion of the NIH full-length cDNA project: the Mammalian Gene Collection (MGC).». Genome Res. 14 (10B): 2121–7. PMC 528928. PMID 15489334. doi:10.1101/gr.2596504
- Kojima H, Sasaki T, Ishitani T;  et al. (2005). «STAT3 regulates Nemo-like kinase by mediating its interaction with IL-6-stimulated TGFbeta-activated kinase 1 for STAT3 Ser-727 phosphorylation.». Proc. Natl. Acad. Sci. U.S.A. 102 (12): 4524–9. PMC 555521. PMID 15764709. doi:10.1073/pnas.0500679102
- Kimura K, Wakamatsu A, Suzuki Y;  et al. (2006). «Diversification of transcriptional modulation: large-scale identification and characterization of putative alternative promoters of human genes.». Genome Res. 16 (1): 55–65. PMC 1356129. PMID 16344560. doi:10.1101/gr.4039406
- Lim J, Hao T, Shaw C;  et al. (2006). «A protein-protein interaction network for human inherited ataxias and disorders of Purkinje cell degeneration.». Cell. 125 (4): 801–14. PMID 16713569. doi:10.1016/j.cell.2006.03.032
- Gohda J, Irisawa M, Tanaka Y;  et al. (2007). «HTLV-1 Tax-induced NFkappaB activation is independent of Lys-63-linked-type polyubiquitination.». Biochem. Biophys. Res. Commun. 357 (1): 225–30. PMID 17418100. doi:10.1016/j.bbrc.2007.03.125